# Triathlon ai Giochi europei
Il triathlon è stato inserito nel programma dei Giochi europei nell'edizione inaugurale che si è svolta nel 2015.

## Edizioni
| Giochi | Anno | Sede     | Gare |
| ------ | ---- | -------- | ---- |
| I      | 2015 | Baku     | 2    |
| III    | 2023 | Cracovia | 3    |

## Medagliere complessivo
Aggiornato alla prima edizione
| Pos.   | Paese       | Oro | Argento | Bronzo | Totale |
| ------ | ----------- | --- | ------- | ------ | ------ |
| 1      | Norvegia    | 3   | 0       | 0      | 3      |
| 2      | Regno Unito | 1   | 1       | 0      | 2      |
| 3      | Svizzera    | 1   | 0       | 1      | 2      |
| 4      | Paesi Bassi | 0   | 1       | 0      | 1      |
| 4      | Portogallo  | 0   | 1       | 0      | 1      |
| 4      | Israele     | 0   | 1       | 0      | 1      |
| 4      | Austria     | 0   | 1       | 0      | 1      |
| 8      | Azerbaigian | 0   | 0       | 1      | 1      |
| 8      | Svezia      | 0   | 0       | 1      | 1      |
| 8      | Belgio      | 0   | 0       | 1      | 1      |
| 8      | Ungheria    | 0   | 0       | 1      | 1      |
| Totale | Totale      | 5   | 5       | 5      | 15     |